# Serhij Kuznecow
Serhij Serhijowycz Kuznecow (ukr. Сергій Сергійович Кузнецов, ros. Сергей Сергеевич Кузнецов, Siergiej Siergiejewicz Kuzniecow; ur. 31 sierpnia 1982 w Charkowie) – ukraiński piłkarz rosyjskiego pochodzenia występujący na pozycji napastnika, trener piłkarski.

## Kariera klubowa
W 1991 roku, kiedy jego ojciec Serhij przeszedł z Czornomorca Odessa do Ferencvárosi TC, mały Serhij rozpoczął w tym klubie naukę piłki nożnej. Karierę na poziomie seniorskim rozpoczął w 2000 roku w fińskim klubie FC Jokerit. Potem występował w takich klubach jak Ferencvárosi TC, FK Homel, Sheriff Tyraspol, Worskła Połtawa, FK Vėtra i Nosta Nowotroick. W liewskim klubie został królem strzelców z 19 bramkami w 42 meczach. W Nostie był drugim w klasyfikacji strzelców. We wrześniu 2008 przeszedł do Karpat Lwów, podpisując dwuipółletni kontrakt. W lutym 2010 został wypożyczony do Ałanii Władykaukaz. W sierpniu 2010 powrócił do lwowskich Karpat, ale przez konflikt z kierownictwem Karpat jesienią 2011 anulował kontrakt. Na początku stycznia 2011 roku został piłkarzem FK Sewastopol. Po rozformowaniu klubu w maju 2014 opuścił Krym, a już 14 sierpnia zasilił skład Howerły Użhorod. Po zakończeniu sezonu 2014/15 opuścił zakarpacki klub. 17 lutego 2016 podpisał kontrakt z Metalistem Charków. W sierpniu 2016 postanowił zakończyć karierę. Po półtora roku wznowił karierę, zasilając w lutym 2018 roku zespół Bałkany Zoria.

## Sukcesy

### Zespołowe
Ferencvárosi TC
- mistrzostwo Węgier: 2002/03
- Puchar Węgier: 2002/03

FK Homel
- mistrzostwo Białorusi: 2003

Sheriff Tyraspol
- mistrzostwo Mołdawii: 2003/04
- Superpuchar Mołdawii: 2004

### Indywidualne
- król strzelców A lygi: 2006 (18 goli)